# Міре-де-Тібайнш
Міре-де-Тібайнш (порт. Mire de Tibães; МФА: [ˈmi.ɾɨ dɨ ti.ˈbɐ̃jʃ]) — парафія в Португалії, у муніципалітеті Брага. Розташована в північно-західній частині країни, на теренах історичної португальської провінції Дору-Міню. Входить до складу округу Брага. За адміністративним поділом, чинним до 1976 року, терени парафії були складовою провінції Міню. Належить до Бразької архідіоцезії Католицької церкви. Патрон — Мартин Турський. Площа — 4,3571 км². Населення — 2437 ос. (2011). Сильно урбанізований регіон. Густота населення — 559,32 осіб/км²
. Код — 030325.

## Населення
| Кількість мешканців | Кількість мешканців | Кількість мешканців | Кількість мешканців | Кількість мешканців | Кількість мешканців | Кількість мешканців | Кількість мешканців | Кількість мешканців | Кількість мешканців | Кількість мешканців | Кількість мешканців | Кількість мешканців | Кількість мешканців | Кількість мешканців |
| ------------------- | ------------------- | ------------------- | ------------------- | ------------------- | ------------------- | ------------------- | ------------------- | ------------------- | ------------------- | ------------------- | ------------------- | ------------------- | ------------------- | ------------------- |
| 1864                | 1878                | 1890                | 1900                | 1911                | 1920                | 1930                | 1940                | 1950                | 1960                | 1970                | 1981                | 1991                | 2001                | 2011                |
| 782                 | 816                 | 786                 | 869                 | 986                 | 958                 | 1 093               | 1 354               | 1 664               | 1 726               | 1 921               | 2 473               | 2 425               | 2 389               | 2 437               |